# Villecomtal
 Villecomtal  (en occitano Vila Comtal) es una población y comuna francesa, situada en la región de Mediodía-Pirineos, departamento de Aveyron, en el distrito de Rodez y cantón de Estaing.

## Demografía
| 583 | 520 | 468 | 458 | 418 | 419 |
| Para los censos de 1962 a 1999 la población legal corresponde a la población sin duplicidades (Fuente: INSEE [Consultar]) |     |     |     |     |     |